# Peter Hodiamont
Peter Paul Jacob Hodiamont (* 13. Februar 1925 in Aachen; † 15. Dezember 2004 in Baelen) war ein deutsch-niederländischer Maler und Bildhauer.

## Leben und Wirken
Peter Hodiamont war der Sohn eines niederländischen Vaters und einer deutschen Mutter. Er besuchte ab 1937 das Gymnasium des Klosters Mariengarden der Oblaten in Burlo, einem Stadtteil von Borken in Westfalen. Als Ausländer zwangsrekrutiert durch die deutsche Wehrmacht und nach kurzem Kriegseinsatz, konnte er 1946 das Abitur am Aachener Couven-Gymnasium ablegen. Von 1946 bis 1948 studierte er an der Kunstakademie Düsseldorf als Meisterschüler von Otto Pankok und Heinrich Kamps Zeichnen, Glasmalerei und freie Malerei, bevor er sich zur Mitarbeit im Malerbetrieb des Vaters entschied. 1955 legte er im Malerberuf seine Meisterprüfung ab. Von 1956 bis 1962 war er Dozent an der Meisterschule der Handwerkskammer für Maler in Aachen.
Von 1969 bis 1982 war Hodiamont Kunsterzieher am Mädchengymnasium St. Ursula Gymnasium in Aachen. 1970 zog er ins belgische Baelen, wo in einem zum Atelier umgebauten Bauern- und Wohnhaus „Haus der Sonne“ im Ortsteil Mazarinen regelmäßig Ausstellungen stattfanden. 1977 schloss Hodiamont in Köln ein theologisches Studium ab. Seine Arbeiten sind geprägt von seiner intensiven Beschäftigung mit religiösen Themen. So entstanden viele Kreuzwege, Kirchenfenster- und Türen, u. a. der siebenteilige Holzschnittzyklus „Der Sonnengesang des Heiligen Franz“. Hodiamont erhielt des Weiteren zahlreiche Aufträge für Skulpturen und Brunnen im öffentlichen Raum.
Ab 1982 wirkte Hodiamont als freischaffender Künstler in Baelen. 1997 erfolgte die Gründung der „Stiftung Peter P.J. Hodiamont“, die sein Werk verwaltet und den Skulpturengarten in Baelen unterhält. Eine große Einzelausstellung fand im März 1999 unter dem Titel „RetrospektivEPerspektivE“ im Museum Zinkhütter Hof in Stolberg statt.
Hodiamont verstarb am 15. Dezember 2004 in seinem „Haus der Sonne“. Im Februar 2005 fand die Urnenbeisetzung im Skulpturengarten der Stiftung statt.

## Werkauswahl
- Kreuzweg, Texte und Zeichnungen Peter Hodiamont, Eigenverlag, 1973
- Fensterkranz der Schneeberg-Kapelle am Schneeberg, Aachen-Vaalserquartier
- Kirchenfenster, St. Franziskus, Stolberg-Velau
- Kirchenfenster, Markus-Kirche, Herzogenrath
- Kirchenfenster, Kapelle der JVA Heinsberg
- Bäume des Lebens, Immerwährender Kalender, 12 Texte und 12 Holzschnitte von Peter Hodiamont, Regenbogenschule Stolberg, 1988
- Wi d'r Oüpener kalld(e), Texte Willi Brammertz, Zeichnungen Peter Hodiamont, K.u.B.-Verlag Eupen
- Auwetittse Oüpener Kalle, Texte Willi Brammertz, Zeichnungen Peter Hodiamont, K.u.B.-Verlag Eupen, 1988, Register-Nr. der Königl. Belg. Bibliothek:4741-88-1
- ALTER EGO – 1940–1990, Image-Druck, Aachen, 1990
- Calvaire Mazarinen Peter Hodiamont, Eigenverlag, 1993
- Vom Leben und vom Tod, 19 Holzschnitte, Texte Freddy Derwahl, Drucke Peter Hodiamont
- Liebes-Erklärung für eine Insel, Aquarelle und Zeichnungen, Eigenverlag, Rügen 2003

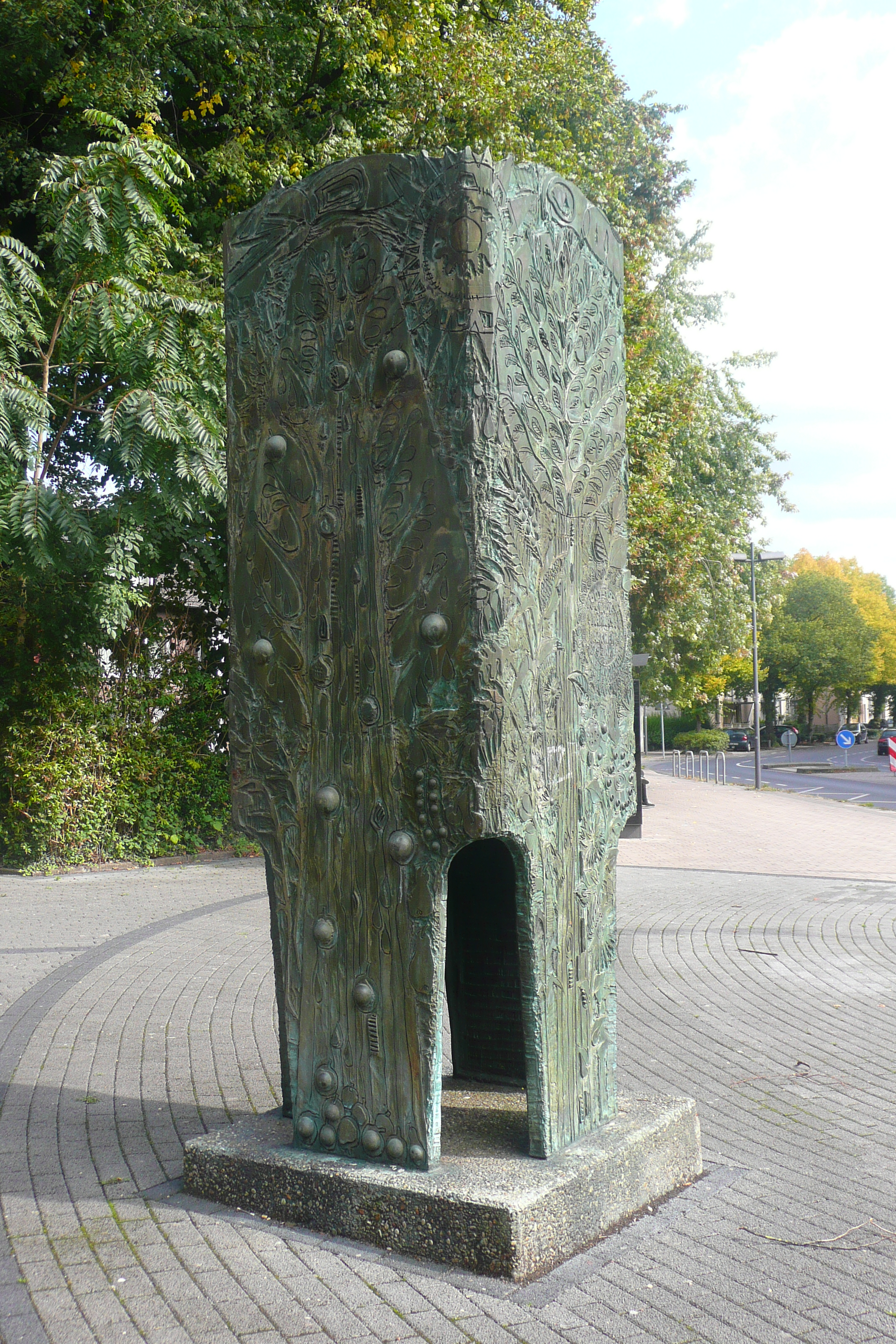
4 Jahreszeiten, Aachen-Rothe Erde
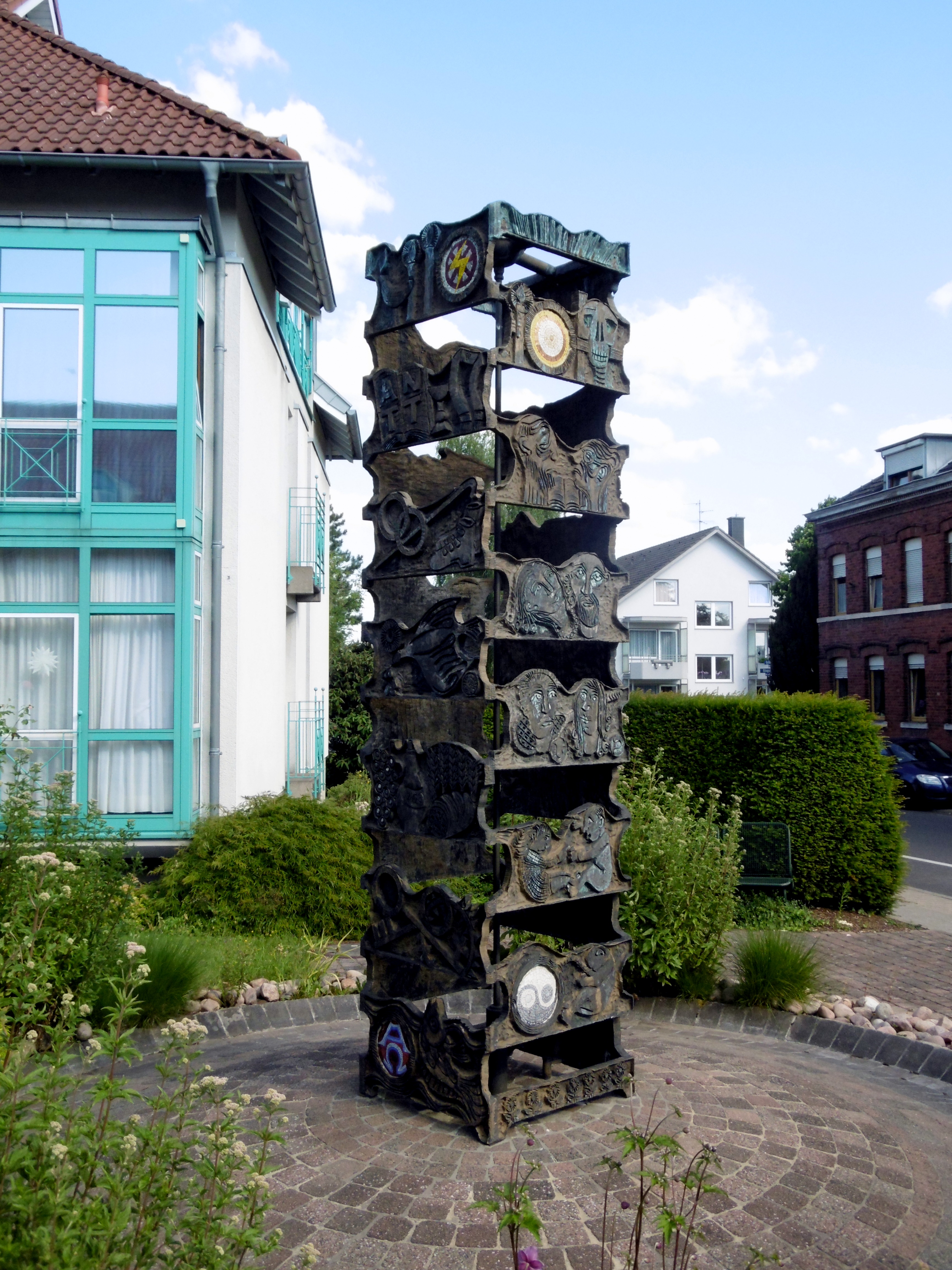
Lebensleiter, Aachen-Brand
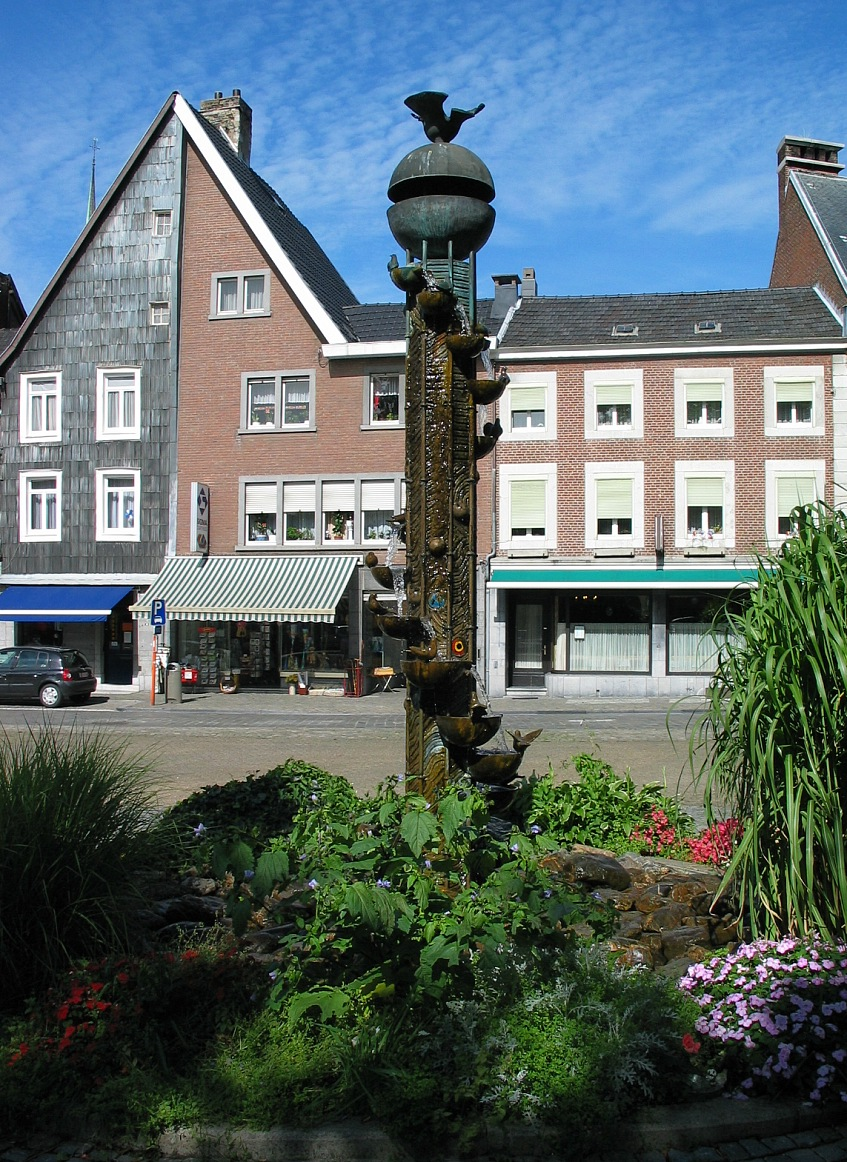
Friedensbrunnen Eupen
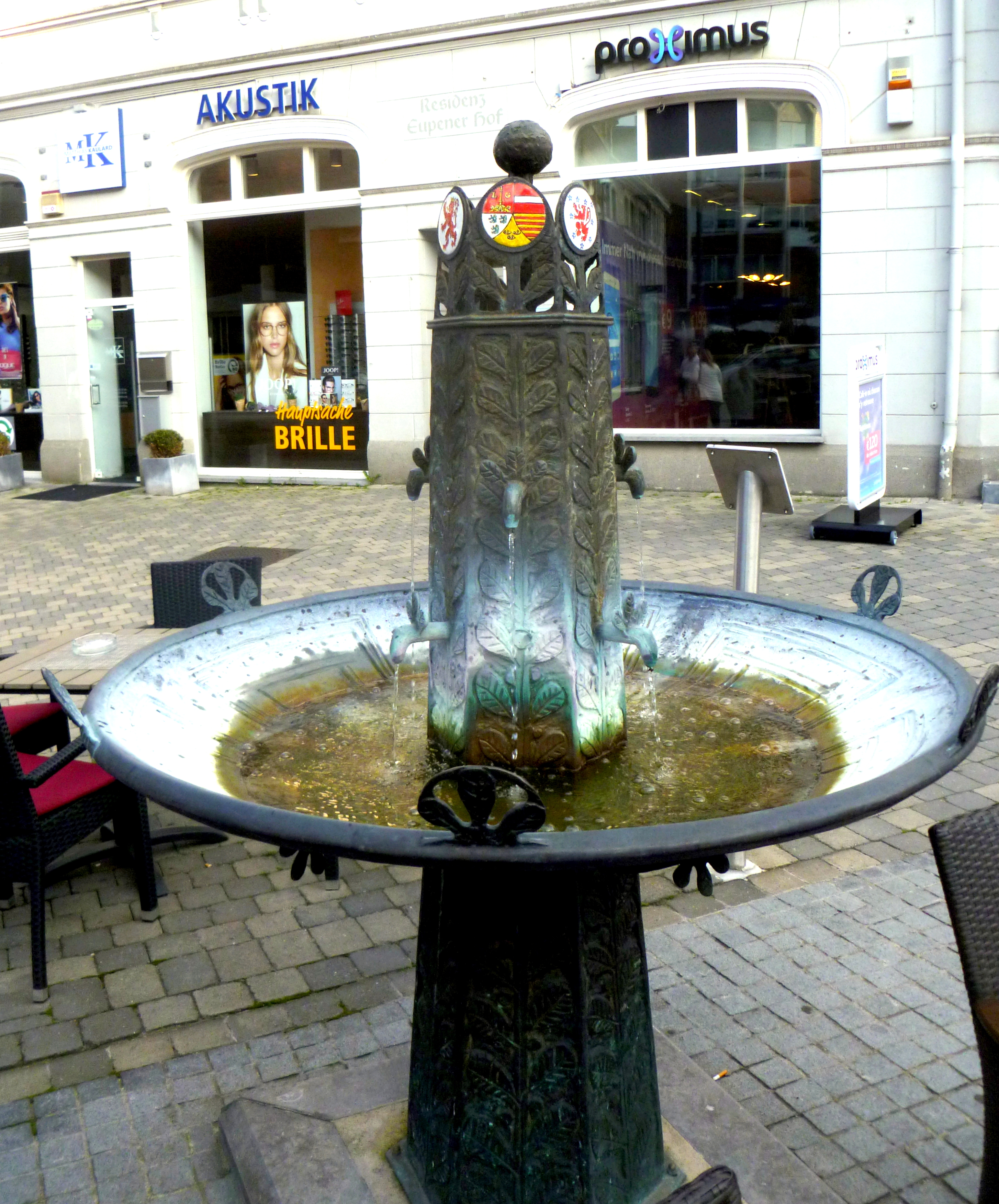
Euregiobrunnen Eupen
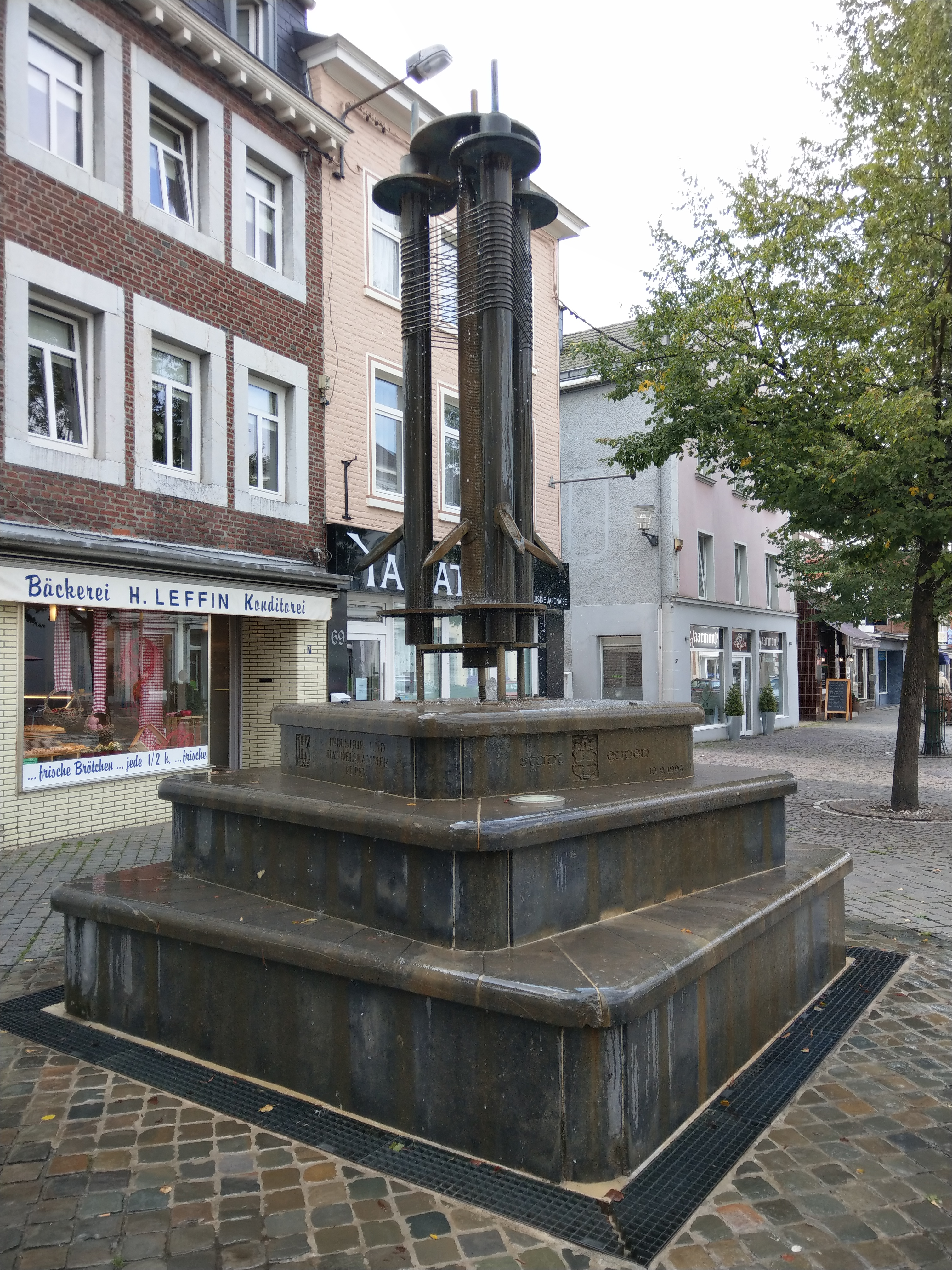
Weberbrunnen Eupen

## Ausstellungen
- Krieg und Versöhnung. Kulturkino vogelsang ip, Schleiden. 2013–2016
- Peter Paul Jacob Hodiamont. Markuskirche, Herzogenrath, 13. März – 20. April 2014
- 10. Jahrgedächtnis. Klosterkirche Garnstock, Baelen, 12. Dezember 2014
- Ausstellung Beethoven im Blick moderner und historischer Kunst mit Leihgaben der Fondation Hodiamont; Kunsthaus Zanders, Bergisch Gladbach, 18. Oktober – 15. November 2015
- 11. Jahrgedächtnis in St. Alexius, Klosterkapelle der Alexianer, Aachen, 19. Dezember 2015
- Ausstellung Der Sonnengesang vom heiligen Franz, 50. Kirchweihfest St. Franziskus, Stolberg, 25. Juni 2016
- Ausstellung Der Sonnengesang vom heiligen Franz, 80. Kirchweihfest der Klosterkapelle Garnstock in Baelen, 4. September – 4. Oktober 2016
- 12. Jahrgedächtnis im ehem. Augustinerchorherrenkloster Rolduc in Kerkrade/Niederlande, 17. Dezember 2016
- Ausstellung Verbunden in der Kunst: M. Katzgrau († 1998 in Aachen) / P. Hodiamont († 2004 in Baelen) / M. Wienges – St. Ursula Gymnasium, Aachen – 11.–15. Juni 2017
- 13. Jahrgedächtnis in der ehem. Rekollektinnerinnenklosterkapelle Heidberg in Eupen, 17. Dezember 2017
- Orchesterinstrumente erklingen neu – Holzschnittzyklus von 1992 bearbeitet von Monika Wienges, Fondation Hodiamont Baelen, Dez. 2017 – Febr. 2018